# Св. св. Петър и Павел (Горно Лисиче)
Вижте пояснителната страница за други значения на Свети апостоли Петър и Павел.
„Св. св. Петър и Павел“ (на македонска литературна норма: „Св. св. Петар и Павле“) е православна църква в скопското село Горно Лисиче, Северна Македония. Църквата е под управлението на Скопската епархия на Македонската православна църква – Охридска архиепсикопия.

## История
Според народното предание църква е средновековна и предхожда османското завоевание, при което била разрушена. До края на XIX век мястото е оброчище, посветено на апостолите Петър и Павел. В края на XIX век, силно набожният скопски Гали бег, сънувал, че ще има деца само ако даде на християните вакъф за изграждане на молитвен дом. Гали бег дал на християните място за църква, на което бил поставен кръст, и му се родили синовете Шукри, по-късно бег на Горно Лисиче, и Шаин, по-късно бег на Долно Лисиче, както и щерката Айша. Около 1880 година Шукри бег позволил на християните да покрият кръста и да оградят парцела. Изградена била сграда плетарка която обаче била запалена от ревностни мюсюлмани.
Около 1890 година, църквата е повторно издигната. Новата сграда имала размери 4x4 m и била от кирпич. Основите били от камък специално донесен от горното течение на Маркова река. Около 1900 година Маркова река излиза от коритото си след дълги валежи и отнася всички горнолисички къщи и църквата.
Християните от Горно Лисиче използват църквата „Свети Спас“ в Драчево. В 1915 година, веднага след освобождението на Скопско по време на Първата световна война, българската власт по искане на Скопската митрополия дава дозволение  за възстановяване на църквата. Църквата е градена доброволно от местното население, а в изграждането участват и български войници, които с военни коли пренасят камъни от близката каменоломна. Строежът е завършен в 1916 година и през пролетта храмът е осветен. Нова църква е по-толяма и по-хубава. Градежът е печени тухли и жълт камък, а иконостасът е един от най-хубавите в Скопско. В храмът има и помощни помещения, използвани по-късно от 1920 до 1924 година, вече в Кралството на сърби, хървати и словенци, за сръбско училище.
На 9 ноември 1944 година църквата е минирана и разрушена от Германската армия, вероятно тъй като е била склад за боеприпаси, които германците не могли да вземат със себе си.
След края на Втората световна война, в 1946 година е създаден църковен комитет, начело с поп Ордан, за възстановяване на църквата. Усилията обаче срещат съпротивата на комунистическите атеистични власти. Селяните започват без разрешение възстановяване на основите и стените, но в 1948 година строежът е спрян от властите и обредите се вършат под открито небе.
В 1968 година църковният комитет получава разрешение за строеж, но той върви бавно поради липса на средства. В 1974 година е избран нов комитет от 19 души, начело със свещеника Никола Ковачовски. Той успява да изгради църквата и голямата камбанария. На 14 септември 1975 година е осветена от архиепископ Доситей Охридски и Македонски.
На 1 април 1994 година е създадена Втората Горнолисичка енория, в която влиза и църквата „Света Троица“ в Долно Лисиче. На 1 септември 1998 година е направена нова административна подялба, според която в Горнолисичката енория влизат църквата „Св. св. Апостоли Петър и Павел“, параклисът „Възкресение Христово“, изграден в 1998 и осветен в 1999 година на гробищата в Горно Лисиче и „Свети Йеремия“ над Пинтия, изградена в 1989-1991 година.
В 2001 година е изградена трапезария и е обновена фасадана на църквата с дялан камък.
В храма има икони на Димитър Папрадишки от 1918 година.